# Onthophagus fallaciosus
Onthophagus fallaciosus là một loài bọ cánh cứng trong họ Bọ hung (Scarabaeidae).